# Окафор, Эмека
Чуквуэмека Ндубуиси Окафор (англ. Chukwuemeka Ndubuisi Okafor), более известный под именем Эмека Окафор (англ. Emeka Okafor; род. 28 сентября 1982 года, Хьюстон, штат Техас, США) — американский баскетболист, центровой. Наиболее известен по выступлениям за клубы НБА «Шарлотт Бобкэтс» и «Нью-Орлеан Хорнетс». Всего сыграл в НБА более 600 матчей.

## Ранние годы
Окафор родился в Хьюстоне, штат Техас. Оба его родителя являются уроженцами Нигерии, и Эмека стал первым в семье, кто родился в США. Его отец, Пиус Окафор, принадлежит к этнической группе игбо. Эмека является кузеном баскетболиста Джалила Окафора.
Семья Окафора переехала в Бартлсвилл, штат Оклахома, когда он был маленьким, потому что его отец работал в компании Phillips Petroleum, штаб-квартира которой находилась в Бартлсвилле. Находясь в Бартлсвилле, отец Окафора привел сына в молодёжную волонтерскую организацию YMCA, где тот начал играть в баскетбол.
Окафор играл в средней школе Беллэр с будущей звездой штата Оклахома Джоном Лукасом III. Окафор набирал в среднем 22 очка, 16 подборов и 7 блок-шотов в старшем сезоне.

## Профессиональная карьера

### Шарлотт Бобкэтс (2004—2009)
Выступал за баскетбольную команду университета Коннектикута, в её составе становился чемпионом NCAA в сезоне 2003/2004 годов. В 2004 году в составе сборной США выиграл бронзовую медаль на Олимпийских играх в Афинах. Был выбран на драфте НБА 2004 года в первом раунде под общим вторым номером клубом «Шарлотт Бобкэтс», а в 2005 году был признан новичком года в НБА.
24 июня 2005 года «Бобкэтс» подписали контракт с Окафора на четыре года, поскольку он быстро зарекомендовал себя, как надежный игрок. Окафор закончил свой сезон новичка с процентом забитых мячей — 44,7 %, набирая в среднем 15,1 очков, 10,9 подборов (4-е место в лиге) и 1,7 блок-шота.
В межсезонье 2005 года вес Окафора увеличился с 260 до 280 фунтов. Именно это увеличение веса, по его мнению, вызвало у него проблемы с восстановлением после травмы лодыжки в начале сезона и вынудило его пропустить большую часть сезона 2005/06. Тем не менее, в тех немногих играх, в которых он играл, он был эффективен, поскольку второй сезон подряд делал в среднем дабл-дабл. 4 ноября 2005 года Окафор набрал 24 очка, а также 11 подборов, одержав победу над «Филадельфия Севенти Сиксерс» со счетом 110-93.
В межсезонье он продолжал тренироваться с Хакимом Оладжьювоном, с которым он занимался после сезона новичка, и сбросил 20 фунтов, которые набрал за второй сезон. Окафор чувствовал, что эта потеря веса придала ему больше энергии и подвижности. Он лидировал в «Бобкэтс» по количеству подборов и блок-шотов за игру, а также проценту бросков с игры. 29 декабря 2006 года в домашнем матче против «Лос-Анджелес Лейкерс» Эмека набрал 22 очка, 25 подборов и 4 блок-шота за 51 минуту игрового времени, одержав победу в овертайме со счетом 133—124. Он также набирал восемь блок-шотов в играх против «Даллас Маверикс» и «Бостон Селтикс». 12 января 2007 года он зафиксировал рекорд сезона НБА — десять блок-шотов в игре против «Нью-Йорк Никс». В той игре ему не хватило одного подбора, чтобы сделать первым в истории франшизы, кто сделал трипл-дабл, набрав 20 очков, 10 блок-шотов, 9 подборов и 3 перехвата. Позже в этом сезоне он получил травму лодыжки, из-за которой пропустил пятнадцать игр. Он закончил сезон, набирая в среднем 14,4 очков, 11,3 подборов и 2,6 блок-шота в 67 играх.
Перед началом сезона 2007-08 Окафор отказался от продления контракта с «Шарлотт Бобкэтс» на сумму около 60 миллионов долларов США на пять лет. Несмотря на отказ от контракта, Окафор утверждал, что действительно хотел остаться с «Бобкэтс». Несмотря на вражду с главным тренером Сэмом Винсентом на протяжении всего сезона, Окафору все же удалось сделать дабл-дабл четвертый сезон подряд в своей карьере. Он также впервые в своей карьере сыграл во всех 82 играх регулярного чемпионата. В конце сезона, совладелец команды Майкл Джордан, уволил главного тренера Сэма Винсента.
В межсезонье главным приоритетом «Бобкэтс» было повторное подписание контракта с Окафором. Путем трудных переговоров «Бобкэтс» и Окафор в конце концов достигли соглашения о шестилетней сделке на сумму 72 миллиона долларов, крупнейшей в истории франшизы. В своем заявлении Окафор выразил удовлетворение тем, что остался в команде: «„Бобкэтс“ и весь штаб „Шарлотты“ приняли меня с первого дня, и мне очень приятно вступить в этот сезон с тренером из Зала славы и товарищами по команде, который нацелен на победу».

### Нью-Орлеан Хорнетс (2009—2012)
28 июля 2009 года «Нью-Орлеан Хорнетс» и «Шарлотт Бобкэтс» обменялись центровыми — Тайсон Чендлер отправился в «Бобкэтс», а на его место пришёл Окафор. В сезоне 2010-11 годов Окафор дошел до своей первой в жизни серии плей-офф НБА против «Лос-Анджелес Лейкерс». В проигранной со счетом 100-86 третьей игре Окафор набрал 15 очков и сделал 8 подборов, что стало рекордными показателями в карьере в постсезоне. В итоге «Хорнетс» проиграли серию 4-2. В следующем сезоне, 28 декабря 2011 года, Окафор набрал 13 очков и 6 блок-шотов, одержав победу над «Бостон Селтикс» со счетом 97-78.

### Вашингтон Уизардс (2012—2013)
20 июня 2012 года Окафор был обменян вместе с Тревором Ариза в «Вашингтон Уизардс» в обмен на Рашарда Льюиса и право выбора во втором раунде грядущего драфта. Далее Окафор получил «награду Лучшему одноклубнику имени Тваймена-Стоукса» за его вклад в работу команды на паркете и за его пределами.

### Делавэр Блю Коатс (2017—2018)
25 октября 2013 года, за несколько дней до начала сезона 2013-14, Окафор был обменян вместе с защищенным правом выбора первого раунда драфта 2014 года в Финикс Санз в обмен на Марцина Гортата, Шеннона Брауна, Кендалла Маршалла и Малкольма Ли. Однако он пропустил весь сезон из-за грыжи шейного отдела позвоночника, обнаруженной в сентябре 2013 года, и оставался без контракта на протяжении сезона 2014/15, сезона 2015/16 и сезона 2016/17. 30 мая 2017 года Окафор получил медицинский допуск к игре.

### Возвращение в Нью-Орлеан (2018)
3 февраля 2018 года Окафор подписал 10-дневный контракт с «Нью-Орлеан Пеликанс». Он дебютировал в «Пеликанс» два дня спустя, сыграв в НБА впервые с 2013 года. Он отыграл девять минут и набрал три очка и два подбора, проиграв «Юте Джаз» со счетом 133—109. 14 февраля он подписал второй 10-дневный контракт, а 26 февраля — контракт на оставшуюся часть сезона. Заменяя травмированного ДеМаркуса Казинса, Окафор набирал в среднем 4,4 очка, 4,6 подбора и 1 блок-шот в 26 матчах регулярного сезона, из них 19 в стартовой пятёрке. «Пеликанс» отказались от него 19 сентября 2018 года, незадолго до начала тренировочного лагеря.
21 сентября 2018 года Окафор подписал контракт с «Филадельфия Севенти Сиксерс», а 13 октября от него отказались.

### Ульсан Хёндэ Мобис Фобус (2019—2020)
22 ноября 2019 года «Ульсан Хёндэ Мобис Фобус» сообщил, что подписал контракт с Окафором.

## Статистика

### Статистика в НБА
| Сезон                                                                                    | Команда    | Регулярный сезон | Регулярный сезон | Регулярный сезон | Регулярный сезон | Регулярный сезон | Регулярный сезон | Регулярный сезон | Регулярный сезон | Регулярный сезон | Регулярный сезон | Регулярный сезон | Серия плей-офф | Серия плей-офф | Серия плей-офф | Серия плей-офф | Серия плей-офф | Серия плей-офф | Серия плей-офф | Серия плей-офф | Серия плей-офф | Серия плей-офф | Серия плей-офф |
| Сезон                                                                                    | Команда    | GP               | GS               | MPG              | FG%              | 3P%              | FT%              | RPG              | APG              | SPG              | BPG              | PPG              | GP             | GS             | MPG            | FG%            | 3P%            | FT%            | RPG            | APG            | SPG            | BPG            | PPG            |
| ---------------------------------------------------------------------------------------- | ---------- | ---------------- | ---------------- | ---------------- | ---------------- | ---------------- | ---------------- | ---------------- | ---------------- | ---------------- | ---------------- | ---------------- | -------------- | -------------- | -------------- | -------------- | -------------- | -------------- | -------------- | -------------- | -------------- | -------------- | -------------- |
| 2004/05                                                                                  | Шарлотт    | 73               | 73               | 35,6             | 44,7             | 0,0              | 60,9             | 10,9             | 0,9              | 0,8              | 1,7              | 15,1             | Не участвовал  | Не участвовал  | Не участвовал  | Не участвовал  | Не участвовал  | Не участвовал  | Не участвовал  | Не участвовал  | Не участвовал  | Не участвовал  | Не участвовал  |
| 2005/06                                                                                  | Шарлотт    | 26               | 25               | 33,6             | 41,5             | -                | 65,6             | 10,0             | 1,2              | 0,8              | 1,9              | 13,2             | Не участвовал  | Не участвовал  | Не участвовал  | Не участвовал  | Не участвовал  | Не участвовал  | Не участвовал  | Не участвовал  | Не участвовал  | Не участвовал  | Не участвовал  |
| 2006/07                                                                                  | Шарлотт    | 67               | 65               | 34,8             | 53,2             | -                | 59,3             | 11,3             | 1,2              | 0,9              | 2,6              | 14,4             | Не участвовал  | Не участвовал  | Не участвовал  | Не участвовал  | Не участвовал  | Не участвовал  | Не участвовал  | Не участвовал  | Не участвовал  | Не участвовал  | Не участвовал  |
| 2007/08                                                                                  | Шарлотт    | 82               | 82               | 33,1             | 53,5             | -                | 57,0             | 10,7             | 0,9              | 0,8              | 1,7              | 13,8             | Не участвовал  | Не участвовал  | Не участвовал  | Не участвовал  | Не участвовал  | Не участвовал  | Не участвовал  | Не участвовал  | Не участвовал  | Не участвовал  | Не участвовал  |
| 2008/09                                                                                  | Шарлотт    | 82               | 81               | 32,8             | 56,1             | -                | 59,3             | 10,1             | 0,6              | 0,6              | 1,7              | 13,2             | Не участвовал  | Не участвовал  | Не участвовал  | Не участвовал  | Не участвовал  | Не участвовал  | Не участвовал  | Не участвовал  | Не участвовал  | Не участвовал  | Не участвовал  |
| 2009/10                                                                                  | Нью-Орлеан | 82               | 82               | 28,9             | 53,0             | -                | 56,2             | 9,0              | 0,7              | 0,7              | 1,5              | 10,4             | Не участвовал  | Не участвовал  | Не участвовал  | Не участвовал  | Не участвовал  | Не участвовал  | Не участвовал  | Не участвовал  | Не участвовал  | Не участвовал  | Не участвовал  |
| 2010/11                                                                                  | Нью-Орлеан | 72               | 72               | 31,8             | 57,3             | 0,0              | 56,2             | 9,5              | 0,6              | 0,6              | 1,8              | 10,3             | 6              | 6              | 31,3           | 64,5           | -              | 36,4           | 5,5            | 0,0            | 1,0            | 1,0            | 7,3            |
| 2011/12                                                                                  | Нью-Орлеан | 27               | 27               | 28,9             | 53,3             | -                | 51,4             | 7,9              | 0,9              | 0,6              | 1,0              | 9,9              | Не участвовал  | Не участвовал  | Не участвовал  | Не участвовал  | Не участвовал  | Не участвовал  | Не участвовал  | Не участвовал  | Не участвовал  | Не участвовал  | Не участвовал  |
| 2012/13                                                                                  | Вашингтон  | 79               | 77               | 26,0             | 47,7             | -                | 57,1             | 8,8              | 1,2              | 0,6              | 1,0              | 9,7              | Не участвовал  | Не участвовал  | Не участвовал  | Не участвовал  | Не участвовал  | Не участвовал  | Не участвовал  | Не участвовал  | Не участвовал  | Не участвовал  | Не участвовал  |
| 2017/18                                                                                  | Нью-Орлеан | 26               | 19               | 13,6             | 50,5             | -                | 81,8             | 4,6              | 0,3              | 0,3              | 1,0              | 4,4              | 1              | 0              | 4,0            | 0,0            | -              | -              | 0,0            | 0,0            | 0,0            | 0,0            | 0,0            |
|                                                                                          | Всего      | 616              | 603              | 30,9             | 51,2             | 0,0              | 58,6             | 9,7              | 0,8              | 0,7              | 1,6              | 12,0             | 7              | 6              | 27,4           | 62,5           | -              | 36,4           | 4,7            | 0,0            | 0,9            | 0,9            | 6,3            |
| Наведите курсор мыши на аббревиатуры в заголовке таблицы, чтобы прочесть их расшифровку. |            |                  |                  |                  |                  |                  |                  |                  |                  |                  |                  |                  |                |                |                |                |                |                |                |                |                |                |                |

### Статистика в NCAA
| Сезон | Команда     | Conf     | Class | GP  | GS  | MPG  | FG%  | 3P% | FT%  | RPG  | APG | SPG | BPG | PPG  |
| --- | ----------- | -------- | ----- | --- | --- | ---- | ---- | --- | ---- | ---- | --- | --- | --- | ---- |
| 2001/02 | Коннектикут | Big East | FR    | 34  | 34  | 30,0 | 59,0 | -   | 62,0 | 9,0  | 0,8 | 0,8 | 4,1 | 7,9  |
| 2002/03 | Коннектикут | Big East | SO    | 33  | 33  | 32,9 | 58,0 | -   | 59,9 | 11,2 | 0,5 | 0,9 | 4,7 | 15,9 |
| 2003/04 | Коннектикут | Big East | JR    | 36  | 36  | 32,4 | 59,9 | -   | 51,8 | 11,5 | 1,0 | 1,0 | 4,1 | 17,6 |
| Всего | Всего       | Всего    | Всего | 103 | 103 | 31,8 | 59,0 | -   | 56,4 | 10,6 | 0,8 | 0,9 | 4,3 | 13,8 |
| Наведите курсор мыши на аббревиатуры в заголовке таблицы, чтобы прочесть их расшифровку Статистика приведена с сайта sports-reference.com |             |          |       |     |     |      |      |     |      |      |     |     |     |      |